# Местел, Леон
Ле́он Ме́стел (вариант — Ме́стель, англ. Leon Mestel; 5 августа 1927, Мельбурн, Австралия — 15 сентября 2017) — британский астроном.

## Биография
Лауреат Медали Эддингтона (1993) и Золотой медали RAS (2002).
Родился в семье раввина Соломона Местела (1886—1966, родом из Брод) и Рахили Бродецкой (родом из Ольвиополя); племянник математика Зелига Бродецкого.
Окончил Тринити-колледж в Кембридже.
В 1952 году в своей кембриджской диссертации установил, что гелий выгорает в недрах красных гигантов очень быстро и неравномерно.
Его сын Джонатан — известный шахматист.